# Vrije poëzie
Onder vrije poëzie of vrije verzen wordt verstaan die poëzie waarin de traditionele versvormen niet worden gehanteerd. Er is dus geen sprake van metrum of maatsysteem, eindrijm of een vaste strofebouw, of een traditionele vaste vorm als sonnet of kwatrijn. Dat betekent niet dat wel elementen van meer traditionele poëzie kunnen opduiken, zoals assonantie (klinkerrijm), binnenrijm, middenrijm of soms zelfs alliteratie (voorrijm) of een vorm van eindrijm (klankgelijkheid aan het einde van de regel) over een grote afstand. De strofe in een vrij vers heeft veelal een eenheid van idee. Bij een blank vers speelt het ritme wel een rol.
De vrije poëzie heeft een grote vlucht genomen in de 20e eeuw, in het werk van bijvoorbeeld dadaïsten als Kurt Schwitters en I.K. Bonset (pseudoniem Theo van Doesburg), in dat van de Vijftigers, van modernisten als Hans Faverey of ook van sommige Nederlands-Caraïbische auteurs als de Curaçaose Aletta Beaujon of de Surinamer Bernardo Ashetu. Ook neorealisten als J. Bernlef en K. Schippers die trachtten het ‘gewone woord’ tot poëzie te verheffen (stukjes uit de krant, gebruiksaanwijzingen van huishoudelijke apparaten, reclameteksten, readymades enz.) kunnen tot de vrije poëzie worden gerekend.